# Стратопауза
Стратопауза (грч. stratum — повратак измена и грч. pausis — прекид) је прелазни слој између стратосфере и мезосфере дебљине око пет километара и налази се на висини од 55.000 метара изнад Земље. Одликује га нагли пораст температуре који је последица упијања Сунчевих ултраљубичастих зракова у озоносфери.